# Максименко Наталія Костянтинівна
Наталія Костянтинівна Макси́менко (нар. 13 квітня 1969, Чернігів) — українська театральна акторка; заслужена артистка України з 2016 року.

## Біографія
Народилася 13 квітня 1969 року в місті Чернігові (нині Україна). З 1988 року працєю у Чернігівському обласному українському музично-драматичному театрі імені Тараса Шевченка. У 2011 році закінчила Київський національний університет театру, кіно і телебачення імені Івана Карпенка-Карого.

## Ролі
- Настка («У неділю рано зілля копала» за Ольгою Кобилянською);
- Прісінька («Шельменко-денщик» Григорія Квітки-Основ'яненка);
- Проня Прокопівна («Дамських справ майстер» Дмитра Шевцова за п'єсою «За двома зайцями» Михайла Старицького);
- Солоха, Агафія Федосіївна («Ніч перед Різдвом», «Миргород» за Миколою Гоголем);
- Радниця («Кумир душі моєї» за п'єсою Дениса Фонвізіна «Бригадир»);
- Емілія («Маленька дівчинка» Ніни Берберової);
- Елла Делей («Тітка Чарлея» Володимира Полякова за Брендоном Томасом);
- Сюзон («Вісім люблячих жінок» Робера Тома);
- Пеппі («Пеппі Довгапанчоха» за Астрід Ліндґрен);
- Аманда («Скляний звіринець» Теннессі Вільямса);
- Емілія («Комедія помилок» Вільяма Шекспіра);
- Джейн Перкінс («Смішні гроші» Рея Куні);
- Лаура Карльє («Заручини по-французьки» Клода Маньє);
- Маріанна («Попелюшка» Євгена Шварца);
- Садівниця («Новорічна примха принцеси» Савелія Ципіна);
- Елеонора («Танго» Славомира Мрожека).